# Fisera belidearia
Fisera belidearia là một loài bướm đêm trong họ Geometridae.